# Armistice franco-allemand (1871)
|                                                               |  |  |
| Jules Favre et Otto von Bismarck, signataires de l'armistice. |  |  |

L'armistice franco-allemand est conclu le 28 janvier 1871 entre le Gouvernement de la Défense nationale et le gouvernement impérial allemand. Il met fin aux combats de la guerre franco-allemande de 1870 mais est perçu comme une trahison par une partie de la population française, ce qui provoque les insurrections communalistes soutenues par la Garde nationale. Cette situation de guerre civile, marquante dans l'Histoire de France, prend fin avec la victoire du gouvernement de Versailles sur les Communards à l'issue de ce qui est alors officiellement appelé la campagne de 1871 à l'intérieur.

## Historique
Après l'échec sanglant de la sortie militaire de Buzenval, le 19 janvier, la situation de Paris est désespérée. Le Gouvernement de la Défense nationale vivement mais vainement attaqué par les Parisiens lors de la journée du 22 janvier, parvient à rester en place et choisit de réprimer ses opposants. Le général Louis Trochu tout en restant président du gouvernement cède son poste de gouverneur militaire de Paris au général Joseph Vinoy. Ce dernier ferme les clubs politiques parisiens, interdit 17 journaux hostiles au gouvernement et fait arrêter des chefs républicains comme Charles Delescluze. Partisan d'arrêter les combats le gouvernement demande l'armistice aux Allemands.
Le 23 janvier Jules Favre, ministre des Affaires étrangères du Gouvernement de la Défense nationale, rencontre le chancelier allemand Bismarck à Versailles. Les exigences allemandes sont importantes :
- La France doit procéder à des élections pour la formation d'une assemblée devant ratifier la paix.
- Les forts qui entourent la capitale doivent être livrés au vainqueur.
- Les soldats défendant Paris doivent être désarmés.
- Les Allemands peuvent entrer dans Paris (qui vient de subir plus de 4 mois de siège).
- La ville doit verser une rançon, selon le mot de Bismarck, de 200 (deux cents) millions de francs.
- L'armistice est prévu pour une durée de trois semaines, pendant lesquelles seront négociés les préliminaires de paix.

Jules Favre obtient quelques concessions. L'équivalent d'une division militaire est autorisé pour maintenir l'ordre. La Garde nationale n'est pas désarmée.
L'entrée des Allemands dans la capitale est repoussée au début mars. En revanche, la zone d'opérations de l'armée de l'Est se trouve exclue de l'armistice et Jules Favre omet d'en informer la délégation gouvernementale de Bordeaux et donc l'armée en question. Celle-ci est attaquée par surprise, subit de lourdes pertes (près de 15 000 hommes) et doit se réfugier en Suisse, où les soldats sont internés.
Le 25 janvier le gouvernement français donne son accord sur les conditions de l'armistice, qui est signé par Jules Favre le 26 janvier.
Le 28 janvier le Journal officiel annonce l'armistice. Ce même jour le dernier ballon monté Général-Cambronne s'envole de la gare de l'Est à Paris alors assiégé par les prussiens portant à la France la triste nouvelle de l'armistice. Il termine sa course à Sougé-le-Ganelon dans la Sarthe, après avoir parcouru 253 kilomètres.
Les clauses de l'armistice sont publiées le lendemain.
Gambetta qui propose de continuer la guerre contre l'avis d'Arago, de Garnier-Pagès et de Pelletan démissionne du gouvernement le 6 février.
Le 8 février ont lieu les élections de l’assemblée constituante, favorables aux royalistes et dans une moindre mesure aux républicains. Réunie à Bordeaux, l’assemblée choisit Adolphe Thiers comme chef du pouvoir exécutif, plébiscitant ainsi les partisans de la paix.
L'arrêt des hostilités pour l'est de la France (Belfort, Doubs, Jura) est prononcé le 15 février.
L'armistice, qui se termine le 19 février, est prolongé jusqu'au 26 février, date à laquelle le nouveau gouvernement signe le traité préliminaire de paix. Le traité définitif (le traité de Francfort), est signé le 10 mai.

## Conséquences
Cette défaite de la France contre la Prusse suivie de la signature de cet armistice constitue un des facteurs central du déclenchement de la Commune de Paris, insurrection populaire qui débuta le 18 mars 1871 et fini le 28 mai 1871 après la Semaine sanglante où les communards, les révolutionnaires et tous les socialistes qui s'étaient soulevés contre le pouvoir bourgeois en place finirent massacrés.
Si l'entrée des troupes allemandes dans Paris est vue comme un symbole d'une immense faiblesse du pouvoir et comme une forme de trahison qui a décidé les révolutionnaires parisiens à prendre les armes, il faut également rappeler le contexte social très dur ainsi que les revendications politiques des classes populaires face à des inégalités sociales extrêmement fortes ancrées dans la société. Cet épisode historique éphémère peut donc être vu comme une expérimentation révolutionnaire sous le signe de l'autogestion des classes populaires puisque les bourgeois furent expropriés et s'enfuirent à Versailles avec le gouvernement. Durant ces deux mois d'insurrection, le peuple parisien repense le fonctionnement de la société, remet en cause le salariat, le fonctionnement de l'école, l'objet de la prison et donne le droit de vote aux femmes qui jouèrent un rôle central tant en écrivant dans les journaux, qu'en tant qu'institutrices ou en tenant les barricades. Ainsi la Commune de Paris et ses idées influenceront la plupart des révolutions du XXe siècle, restant gravée comme une période d'émancipation des peuples. Karl Marx en parlera longuement dans plusieurs de ses ouvrages mais elle a aussi inspiré les communistes de la révolution russe de 1917 et les soviet, puis plus tard la révolution culturelle avec les Gardes rouges lors de la Commune de Shanghai en février 1967.